# Нодх Сінґх
Нодх (Науд) Сінґх (пенджаб. ਬਾਬਾ ਨੌਧ ਸਿੰਘ; д/н — 13 листопада 1752) — 1-й місальдар (очільник) місаля Сукерчакія у 1748—1752 роках.

## Життєпис
Походив з джатського клану. Старший син Баби Ладхаджі. Народився в Пінд Чіча біля Амрітсару. Про молоді роки обмаль відомостей. В подальшому брав участь у війнах під орудою Банди Сінґха. Вигідно одружився.
1715 року після смерті батька розділив з братом Чанда Сінґхом батьківські землі. При цьому Нодх отримав Сукар Чак, яке перетворив на величний маєток. Його брат оселився в містечку Сандханвалія (поблизу Сіалкоту), відя кого отримав назву його клан. У 1720-х роках під орудою Наваб Капур Сінґха брав участь у війнах проти Закарія-хана, субадара Лахору.
1735 року приєднався до джату (військового підрозділу) Діп Сінґха. У війнах з могольськими військами набув авторитет й створив власний підрозділ, що постійно збільшувався. Потсійно воював з мусульманськими заміндарами, підтримуючи громади сикхів скрізь в Пенджабі. Часто діяв спільно із братом. 1745 року офіційно очолив окремий джат. 1748 року внаслідок реформи було утворено 11 місальдарів, один з яких очолив Нодх Сінґх. Загинув 1752 року під час бойових дій з дурранійською армією. Йому спадкував син Чарат Сінґх.